# Pavonia malacophylla
Pavonia malacophylla es una especie de plantas con flores de la familia  Malvaceae. Se encuentra en  América tropical.

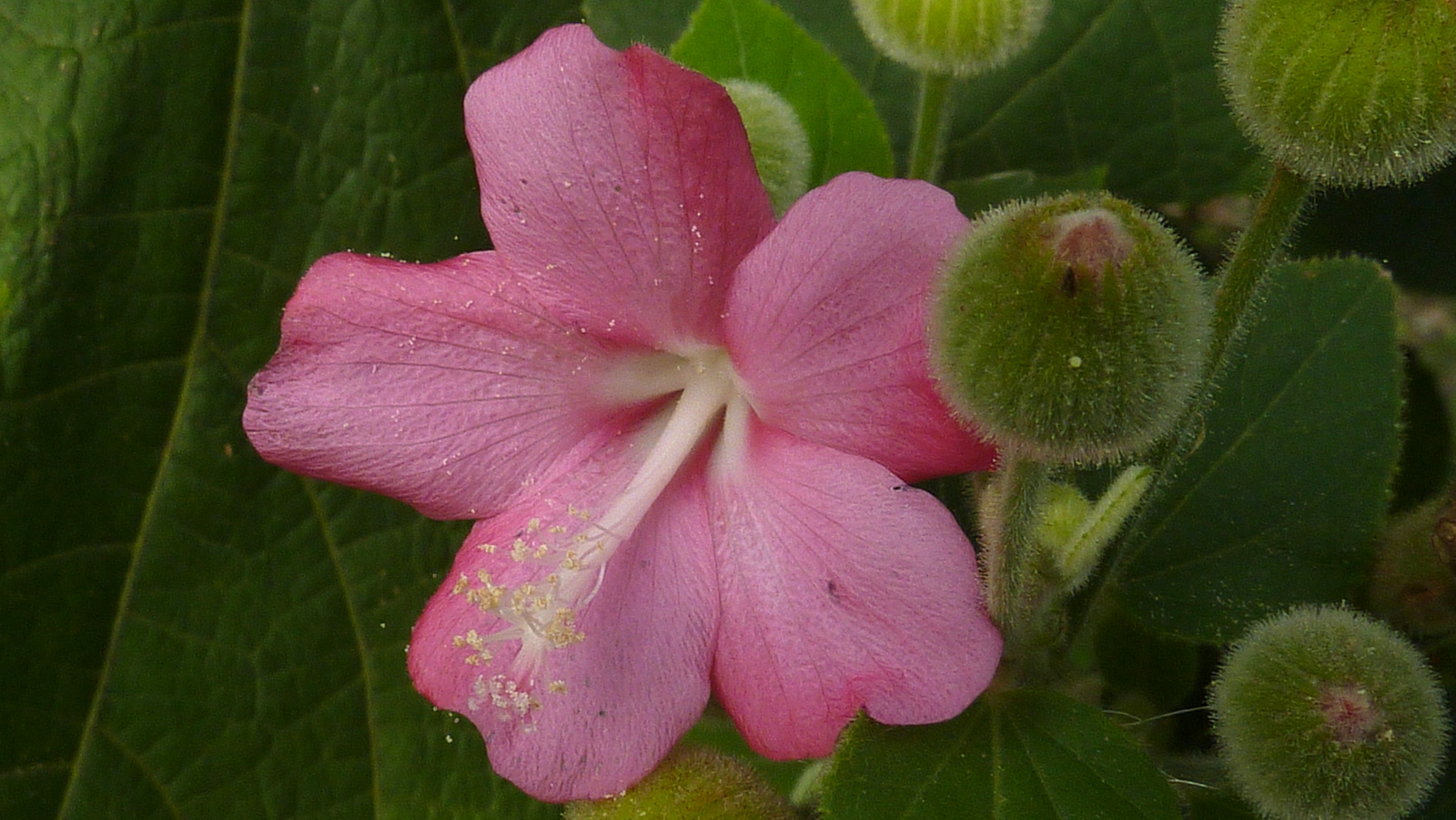
Detalle de la flor

## Descripción
Son arbustos, que alcanzan un tamaño de  1–5 m de alto; tallos densamente estrellado-pubescentes y con tricomas glandulares. Hojas ovadas o anguladas, agudas en el ápice, truncadas o cordadas en la base, serruladas; estípulas de 4–7 (–20) mm de largo. Inflorescencias terminales densas, pedicelos variables, hasta 3 cm de largo, densamente pubescentes; bractéolas del calículo de 15 (–24), 12–18 mm de largo, por fuera con tricomas glandulares, por dentro hirsutas con tricomas largos; cáliz 2–3 mm de largo; pétalos ca 2–3 cm de largo, rosados. Carpidios 4–5 mm de largo, glabros, negruzcos y víscidos; semillas 4–5 mm de largo.

## Distribución y hábitat
Especie rara, se encuentra en las sabanas, en el  norte de la zona atlántica; a una altitud de 0–300 metros; fl y fr nov–mar; desde el sur de México a Brasil y Bolivia, también en Cuba.

## Taxonomía
Pavonia malacophylla fue descrita por (Link & Otto) Garcke y publicado en Jahrbuch des Königlichen Botanischen Gartens und des Botanischen Museums zu Berlin 1: 221. 1881.
Etimología
Pavonia: nombre genérico que fue otorgado en honor al botánico español José Antonio Pavón y Jiménez.
malacophylla: epíteto latino que significa "con hojas suaves".
Sinonimia
- Brehmia arborescens Schrank
- Lopimia malacophylla (Link & Otto) Mart.
- Malache malacophylla (Link & Otto) Standl.
- Malache velutina (A.St.-Hil.) Kuntze
- Pavonia malacophylla (Link & Otto) Britton
- Pavonia malacophylla Wright ex Hemsley
- Pavonia megalophylla Wright in Griseb.
- Pavonia plumosa Turcz.
- Pavonia velutina A.St.-Hil.
- Sida malacophylla Link & Otto basónimo[3]